# 博蘭吸口魚
博蘭吸口魚（学名：Siphateles boraxobius）為輻鰭魚綱鯉形目雅羅魚科的其中一種，被IUCN列為易危保育類動物，分布於北美洲美國奧勒岡州硼砂湖，本魚背部一般呈深橄欖綠色，兩側呈銀色，有一條深色線從鰓蓋延伸至尾部，並散佈著深色黑點，魚鰭無色，背鰭和尾部的鰭條以及胸鰭的前四個鰭條上有更多的黑點，體長可達11公分，屬雜食性，蠓幼蟲、矽藻、橈足類、介形類和陸生昆蟲等為食。該物種是棲息在硼砂湖水域的唯一魚類，由於溫泉的作用，湖本身的部分溫度有時會升至約100 °F (38 °C)，但平均溫度在 61–95 °F (16–35 °C) 之間，因受到附近地熱能開發的威脅，導致部分棲息地乾涸，在2000年通過《斯廷斯山合作管理和保護法》禁止該湖周圍地區進行地熱勘探和採礦。